# Батоко Джембулатов
Батоко Джамбулатов (Бекмурзин) (? — 1749) — старший князь-валий Кабарды (1747—1749), четвертый сын князя Бекмурзы Джамбулатова, родоначальника кабардинского княжеского рода Бекмурзиных. Его братья — Татархан, Шевлох, Девлет-Гирей, Кайсин и Эльмурза.

## Биография
В 1720 году князь Батоко Бекмурзин вместе со своими братьями вошел в состав так называемой кашкатавской партии (князья Кайтукины и Бекмурзины), враждовавшей с баксанской партией (князья Мисостовы и Атажукины). Во главе Кашкатавской партии находился князь Асланбек Кайтукин, претендовавший на титул старшего князя Кабарды.
В 1732 году после смерти старшего князя Исламбека Мисостова новым старшим князем-валием Кабарды был избран Татархан Бекмурзин (1732—1737), старший брат Батоко. Братья вынуждены были вести борьбу против Асланбека Кайтукина, пользовавшегося поддержкой Крымского ханства. В 1737 году Асланбек Кайтукин организовал против заговор против Татархана Бекмурзина, вступив в союз с князьями враждебной партии (Атажукины, Мисостовы). Бекмурзин бежал с братьями в Астрахань. При посредничестве российских властей, которые высоко ценили его верность, старший князь — валий Кабарды с братьями вернулся в Кабарду и помирился с Асланбеком Кайтукиным.
Летом 1737 года после смерти Татархана Бекмурзина лидер кашкатавской партии Асланбек Кайтукин был избран старшим князем Кабарды.
В 1740-х годах Батоко Бекмурзин поддержал князя-валия Асланбека Кайтукина в его противостоянии с Магомедом (Боматом) Атажукиным, лидером Баксанской партии. Лидеры Кашкатавской партии со своими подданными оставили урочище Кашкатау и переселились в горы, на р. Чегем. Затем Асланбек Кайтукин и Батоко Бекмурзин переселились в верховья Кумы к абазинам.
Вскоре крымские татары совершили разорительный набег на абазин. Кабардинцы и абазины под командованием князя Батоко бросились в погоню за татарами. В схватке на реке Лабе «кубанские татары» были разбиты. Было убито «со ста человек нагайцев».
В начале 1747 года «кашкатавцы» во главе с Батоко Бекмурзиным вернулись из верховьев Кумы в междуречье Нальчика и Шалушки. В том же году при посредничестве кизлярского коменданта лидеры Кашкатавской партии примирились с Магомедом Кургокиным и другими лидерами Баксанской партии.
Однако еще в 1747 году в Кабарде продолжилась междоусобица. Лидеры баксанской партии Касай и Магомед Атажукины были изгнаны из отечества. Вместе с ними бежали «Кара-Мурза Алеев Али Исмаилов с братьями и детьми 12 человек и при них узденей 100 человек и собственные тех владельцов конские стада». Бежавшие князья Атажукины и Мисостовы были приняты в Кизляре. В конце мая 1747 года из Кизляра в Кабарду была отправлена миссия во главе с капитаном Иваном Барковским. В июне И. Барковский провел переговоры с лидерами обеих партий — князьями Магамедом Кургокиным и Батоко Бекмурзиным.
Осенью 1747 года на княжеском съезде новым старшим князем-валием был избран Батоко Бекмурзин. Однако вскоре он в результате междоусобиц был изгнан из Кабарды. Уход Батоко из Кабарды произошел в феврале 1748 года в результате ссоры со своим двоюродным братом, князем Джамбулатом Кайтукиным (младший брат Асланбека Кайтукина). Батоко и его родственники вместе с подданными «как принадлежащие к недоброжелательной к России стороне того не удостоились», то есть не нашли покровительства в Кизляре. Оказавшись в изгнании, Батоко Бекмурзин через кизлярского дворянина Андрея Брагунского сообщал Князю Касаю Атажукину, "что «нынешним летом возьмут они его, Касая, с партией к себе в Кабарду».
Батоко Бекмурзин пытался заключить союз Касаем Кайтукиным для совместной борьбы против Магомеда Кургокина и Джамбулата Кайтукина. Вскоре новый крымский хан Арслан-Гирей (1748—1756) отправил в Кабарду своих сыновей Казы-Гирея и Шабаз-Гирея с военными отрядами. Крымские царевичи открыто поддержали кашкатавскую партию, то есть Кайтукиных и Бекмурзиных.
В 1749 году изгнанный из Кабарды Батоко Бекмурзин скончался на Кубани.